# Molophilus (Molophilus) verticalis
Molophilus (Molophilus) verticalis is een tweevleugelige uit de familie steltmuggen (Limoniidae). De soort komt voor in het Australaziatisch gebied.